# Новоленино (Нукутский район)
Новоленино — посёлок в Нукутском районе Усть-Ордынского Бурятского округа Иркутской области. Входит в муниципальное образование «Новоленино» и является его центром.

## География
Посёлок расположен в 26 км от районного центра на автодороге Р-420, на высоте 428 м над уровнем моря.

## Внутреннее деление
Состоит из 14 улиц:
- Алексея Пилуева
- Баторова
- Бутукейская
- Гагарина
- Камская
- Малый пер.
- Матросова
- Мира
- Октябрьская
- Пилуева
- Приморская
- Советская
- Трактовая
- Школьный пер.

## История
Населённый пункт образован в 1961 году переселенцами из населённых пунктов Бутукей и Кама, входивших в колхоз имени Ленина. Село получило название Новоленино. Первой улицей в посёлке была Советская. Летом 1962 года началось массовое строительство домов, из Камы была перенесена начальная школа. В 1963 году в посёлок была перенесена семилетняя школа из села Бутукей.

## Инфраструктура
В посёлке располагаются администрация муниципального образования, школа.

## Население
| 2002 | 2010 | 2011 | 2012 |
| ---- | ---- | ---- | ---- |
| 1076 | ↘927 | ↘926 | ↘918 |